# 12289 Carnot
12289 Carnot este o planetă minoră (asteroid), cu un diametru de 3,617 km, din centura de asteroizi. A fost descoperită pe 8 aprilie 1991 la Observatorul European Austral de Eric Walter Elst și a fost numită după Nicolas Léonard Sadi Carnot. 
Obiectul prezintă o orbită caracterizată de o semiaxă mare de 2,2316841 UAi, o excentricitate de 0,09, o înclinație de 2,38898 ° în raport cu ecliptica.